# 発言小町
発言小町（はつげんこまち）は読売新聞社が運営する電子掲示板である。

## 概要
1999年10月、「大手小町」発足と共にスタートした。ネットサービスの多くが男性向けだった2000年代前半において女性向けのコミュニケーションサイトはまだ珍しく、2010年代半ばには「女性の悩み相談」というジャンルでは日本でまず第一に挙げられるサイトとなっている。
「話題」「男女」「子供」「働く」「ひと」「健康」「美」「学ぶ」「口コミ」「男性発」のトピックがある。投稿ルールが定められており、書き込みは運営者によりすべて事前にチェックされ、必要に応じて編集・掲載拒否などが行われるが、一部のトピックでは女性の過激な言葉が飛び交うことも少なくない。
ネットニュース編集者の中川淳一郎は、発言小町が長年にわたって続いている理由について「悩みというものは永遠になくならないから」と読売新聞朝刊の「人生案内」を引き合いに出し、また利用者の投稿内容について「モラルを問うもの」「他人の不幸」などいわゆるウケの良い「お約束芸」の投稿、「釣り師」の登場などを挙げ、サイトとして「健全な成長パターン」を遂げたと指摘した。
黒坂岳央は「小町や知恵袋に『自称お金持ち』がたくさん出没する。『世の中にはこんなにもお金持ちがたくさんいるのか!?』と愕然とする必要はない。ほとんどがウソだからだ。お金持ちはそのような利益を生まない行動を取らない。承認欲求もとっくに満たされており、自慢の必要性が皆無なのである」と指摘している。
2017年4月、「大手小町」から分離独立した。
2019年10月、20周年を迎えた。日本テレビのニュース専門チャンネルに運営責任者が出演した。
開設20周年インタビューで、歌手の森口博子は発言小町は「真剣に答えてくれているのがいいですよね。けっこう『いい文章だなあ……！』って心動かされることもあります」と答えている。
20年間で醸成された「発言小町の“お作法”」について、編集部が解説している。「続き前ですが」「続き前にごめんなさい」などの使い方や、「義実家」「ボスママ」「合格菌」などの用語解説を掲載している。
「くらげっと」というくらげのマスコットがいる。公式ツイッター「くらげっとのつぶやき」を担当したり、これポチ投票の投票ボタンアイコンになったりしている。

## 関連書籍
- 『発言小町〜誰にも聞けなかった女の悩み』（竹書房、ISBN 978-4812435694、2008年10月8日）
- 『いきなり婚約者のことが嫌いになりました。――「発言小町」100万人の女の本音』大手小町編集部（ヴィレッジブックス、ISBN 978-4863322066、2009年12月19日）
- これ効き！シリーズ
  - 『頭痛を治す80のワザ＋α』長島正、 読売新聞社大手小町編集部 （保健同人社、ISBN 978-4832704268、2010年9月7日）
  - 『疲労を治す81のワザ＋α』降矢英成、 読売新聞社大手小町編集部 （保健同人社、ISBN 978-4832704305、2010年9月7日）
  - 『汗っかきを治す72のワザ＋α』五味常明、 読売新聞社大手小町編集部 （保健同人社、ISBN 978-4832704282、2010年9月7日）
  - 『腰痛を治す65のワザ＋α 』小山郁、 読売新聞社大手小町編集部 （保健同人社、ISBN 978-4832704299、2010年9月7日）
  - 『便秘を治す81のワザ＋α』小林暁子、 読売新聞社大手小町編集部 （保健同人社、ISBN 978-4832704275、2010年9月7日）
- 発言小町シリーズ　
  - 『何とか結婚できないものでしょうか 』大手小町編集部（廣済堂出版、ISBN 978-4331522554、2019年10月3日）
  - 『助けて! ママ友地獄...。 』 大手小町編集部（廣済堂出版、ISBN 978-4331522561、2019年10月3日）

## テレビ版
このコーナーに寄せられた投稿を基に、早見優、大東めぐみ、三遊亭楽生がトークを繰り広げる30分番組「小町テレビ」が、日テレG+（毎週日曜更新、週5回再放送）、NNN系列局の福島中央テレビ（毎週日曜朝5時半）、独立UHF局のテレビ埼玉（愛称・テレ玉）（木曜夜7時半、火曜昼1時半）と東京メトロポリタンテレビジョン（愛称・TOKYO　MX）（毎週月曜昼1時半）で放送されていた。。